# Oculimacula
Oculimacula is een geslacht van schimmels uit de familie Ploettnerulaceae. De typesoort is Oculimacula yallundae.

## Soorten
Volgens Index Fungorum telt het geslacht twee soorten (peildatum maart 2023):
| Soortnaam                                | Auteur(s)                            | Publicatiejaar |
| ---------------------------------------- | ------------------------------------ | -------------- |
| Oculimacula acuformis (Oogvlekkenziekte) | (Nirenberg) Y. Marín & Crous         | 2018           |
| Oculimacula yallundae (Oogvlekkenziekte) | (Wallwork & Spooner) Crous & W. Gams | 2003           |